# Lacuna Coil
Lacuna Coil je gothic metalová skupina pocházející z Itálie, přesněji z Milána. Kapela je též známa pod jmény Sleep of Right a Ethereal.

## Členové skupiny
Skupinu Lacuna Coil tvoří zpěvačka Cristina Scabbia, zpěvák Andrea Ferro, kytarista Diego Cavallotti, baskytarista Marco Coti Zelati a bubeník Richard Meiz.

## Hudba skupiny
Hudba italské skupiny Lacuna Coil je inspirována gothickou image, používají melodické kytarové linie střídané těžkými a snadnými hlasovými doprovody. Podle vlastního vyjádření je skupina podobná stylu Paradise Lost, Tiamat, Septic Flesh, Type O Negative a dalším.
Skupina se v roce 1994 jmenovala Sleep of Right, ale zanedlouho změnili jméno na Ethereal a na konci roku 1997 podepsali smlouvu s Century Media’s. Když už bylo jméno Ethereal zapamatované, opět se přejmenovali. Tentokrát na Lacuna Coil (česky zhruba zapomenutá nebo vynechaná spirála).

## Diskografie

### Studiová alba
| 1.  | In a Reverie       | 1999 |
| 2.  | Unleashed Memories | 2001 |
| 3.  | Comalies           | 2002 |
| 4.  | Karmacode          | 2006 |
| 5.  | Shallow Life       | 2009 |
| 6.  | Dark Adrenaline    | 2012 |
| 7.  | Broken Crown Halo  | 2014 |
| 8.  | Delirium           | 2016 |
| 9.  | Black Anima        | 2019 |
| 10. | Sleepless Empire   | 2025 |

### EP
| 1. | Lacuna Coil | 1998 |
| 2. | Halflife    | 2000 |

### Kompilace
1. The EPs: Lacuna Coil / Halflife - 2005
2. Manifesto of Lacuna Coil - 2009

### Záznamy koncertů
1. Live at Wacken 2007 - 2008
2. The 119 Show – Live in London – 2018

Po vydání své první desky jela skupina na turné Friends Moonspell. Skupina byla na tomto turné doprovázena kytaristou Cristianem Migliore a bubeníkem Cristianem Mozzati.
Následovalo druhé evropské turné, skupina natočila debutové album In a Reverie a přijala druhého kytaristu Marca Biazzi. Skupina nové album podporovala na dalším evropském turné.
Následovaly desky Halflife a Unleashed Memories.
Páté album Comalies dosáhlo obrovské chvály. O rok později první singl z tohoto alba, Heaven’s a Lie, začalo dosahovat rádiové a mediální pozornosti a táhl skupinu do hlavního proudu. Druhý singl, Swamped, také vzbudil pozornost a rádia ho hrála téměř dokola a byl použit i ve video hře „Vampire: The Masquerade – Bloodlines“. Videoklipy byly točeny pro oba songy a vysílány na MTV. V roce 2004 se stalo album Comalies nejprodávanějším v historii nahrávacího studia Century Media’s. Skupina se mezi svými turné v Americe a Evropě objevila i na Ozzfestu. Skupině Lacuna Coil stoupala popularita a v roce 2006 vydala album Karmacode. Jedna z písní, Our Truth, je první singl a je uvedena na soundtracku k filmu Underworld: Evolution. Druhým singlem z alba Karmacode je Enjoy the Silence, již několikrát předělávaná píseň, původně od Depeche Mode. Oba pilotní singly mají videoklip.